# Oliver Kovačević
Oliver Kovačević (serbiska: Оливер Ковачевић), född 10 oktober 1974 i Split i Jugoslavien (nuvarande Kroatien), är en serbisk före detta fotbollsmålvakt. Han gjorde tre landskamper för Serbiens under 2005-2006. Han var den enda spelaren som var med i fotbolls-VM 2006 som spelade i ett bulgariskt fotbollslag.